# Sint-Hilariuskerk (Maspelt)

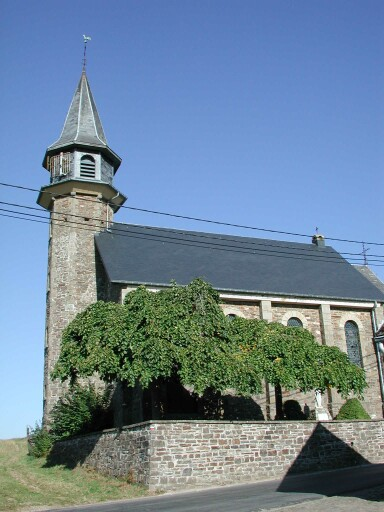
Sint-Hilariuskerk

De Sint-Hilariuskerk is de parochiekerk van de tot de Luikse gemeente Burg-Reuland behorende plaats Maspelt.

## Geschiedenis
In 1736 werd een kapel opgericht, welke ondergeschikt was aan de parochie van Thommen. In 1803 ging hij over naar de parochie van Reuland. Het was een bescheiden kerkje, opgetrokken in breuksteen, met driezijdige koorafsluiting en een dakruiter met vierkante plattegrond boven de westingang.
In 1871 werd de kapel provisorisch gerestaureerd, om in 1930 door een nieuwe kerk te worden vervangen, die ontworpen werd door Henri Cunibert. De kerk werd in 1932 ingezegend.

## Gebouw
Opvallend aan deze kerk is de voorgebouwde, achtkante toren. Hij heeft een driezijdig afgesloten koor.
Het hoofdaltaar van deze kapel is afkomstig uit de voormalige kapel en is in barokstijl. Het heeft beelden van de Heilige Rosa en de Heilige Hilarius. In 2007 werd ook een polychroom Sint-Donatusbeeld ingewijd.